# Das Licht der Schwarzen Kerze
Das Licht der Schwarzen Kerze ist ein dreiteiliger Film des Fernsehens der DDR von Peter Hagen, der im VEB DEFA-Studio für Spielfilme hergestellt wurde. Literarische Vorlage des Films war der gleichnamige Roman von Wolfgang Held, der auch das Szenarium für den Film schrieb.

## Inhalt
Im Mittelpunkt der Handlung steht der deutsche Kommunist Fred Laurenz, der im Auftrage seiner Genossen im Spanischen Bürgerkrieg Dienst in der feindlichen Legion Condor leistete und dort in den Besitz der geheimem Formel für das Giftgas Tabun gelangte. Laurenz wollte diese Formel den verantwortlichen Stellen in der Sowjetunion übermitteln und desertierte dazu aus der Legion. Noch bevor er allerdings die Formel weitergeben konnte, wurde er durch franquistische Soldaten festgenommen und zum Tode verurteilt. Zuvor gelang es ihm aber, die Identität eines gefallenen dänischen Interbrigadisten anzunehmen. So blieb seine wahre Person von den Putschisten zunächst unentdeckt.
Später zu lebenslanger Haft begnadigt, wird Laurenz in der Wüstenfestung El Paraiso inhaftiert. Hier setzt die Handlung des Filmes ein. Von El Paraiso versucht er zu fliehen, was allerdings misslingt. Inzwischen haben in Deutschland die Gestapo und der SD unter dem Decknamen „Schwarze Kerze“ einen Vorgang eröffnet, der den Aufenthaltsort von Fred Laurenz feststellen und die Weitergabe der Formel an Unbefugte verhindern soll. Mit den Ermittlungen wird Kriminalrat Josef Krakmeyer von der Gestapo beauftragt. Da bekannt ist, dass sich Laurenz zuletzt in Spanien aufgehalten hat, wenden sich deutsche Behörden an die spanische Geheimpolizei. Diese ist ihrerseits daran interessiert, in den Besitz der geheimen Formel zu gelangen und beginnt daher ein doppeltes Spiel. Krakmeyer und den Spaniern gelingt es, Laurenz trotz falscher Identität in El Paraiso ausfindig zu machen, er soll nach Madrid gebracht werden. Auf dem Transport kann Laurenz allerdings fliehen.

### Teile
1. In der Hölle des Paradieses (60 min)
2. In der Glut der Sonne (50 min)
3. Im Kreis des Teufels (76 min)

## Produktion
Der Film war die erste Zusammenarbeit von Regisseur Peter Hagen mit dem Komponisten Walter Kubiczeck, die gleich darauf bei der Fernsehserie Das unsichtbare Visier fortgesetzt wurde und großen Anteil an der Popularität sowohl des Filmes als auch später der Fernsehserie hatte.
Die Erstsendung des Filmes fand vom 7. bis 10. August 1973 im 1. Programm des Fernsehens der DDR statt.
Das Licht der Schwarzen Kerze wurde von den Zuschauern mit großem Interesse aufgenommen und machte den Regisseur bei vielen Fernsehzuschauern populär. Einige der später im Unsichtbaren Visier verwendeten Stil- und Gestaltungselemente wurden hier bereits erprobt. Allerdings dürfte die Zuschauerresonanz auf diesen Film nur wenig Einfluss auf die Gestaltung des Unsichtbaren Visiers gehabt haben, da zum Zeitpunkt der Erstsendung der Schwarzen Kerze die erste Episode des Unsichtbaren Visiers schon in der Endfertigung war.